# Crematogaster abdominalis
Crematogaster abdominalis är en myrart som beskrevs av Motschoulsky 1863. Crematogaster abdominalis ingår i släktet Crematogaster och familjen myror. Inga underarter finns listade i Catalogue of Life.